# Anna McGarrigle
Anna McGarrigle, född 4 december 1944 i Saint-Sauveur-des-Monts i Québec, Kanada, är en kanadensisk singer/songwriter. Hon är äldre syster till Kate McGarrigle och yngre syster till låtskrivaren och filmregissören Jane McGarrigle samt moster till Rufus Wainwright och Martha Wainwright. Tillsammans med den äldre systern ingick hon 1975–2010 i duon Kate and Anna McGarrigle. Duon gjorde totalt 10 album, samtidigt som de bidrog till många andra projekt,  däribland album av Linda Ronstadt och Emmylou Harris. 
Anna McGarrigle skrev tillsammans med en vän låten "Heart like a Wheel". Sångerskan Linda Ronstadt valde den 1974 som titellåt till sitt album med samma namn. Albumet Heart Like a Wheel blev Ronstadts första stora albumhit och gav därmed även visst erkännande till Anna McGarrigle, som vid denna tid var helt okänd. Tack vare Ronstadts framgång lyckades Kate och Anna McGarrigle få skivkontrakt med Warner Bros samma år och 1975 utkom deras debutalbum Kate and Anna McGarrigle.
År 1993 utnämndes hon till medlem av Order of Canada (CM).
Anna McGarrigle gifte sig 1977 med den kanadensiska sportjournalisten Dave Lanken. De har tillsammans två barn, Sylvan Lanken (född 1977) och Lilly Lanken (född 1979).